# Сан Паоло (Салерно)
Сан Паоло је насеље у Италији у округу Салерно, региону Кампанија.
Према процени из 2011. у насељу је живело 386 становника. Насеље се налази на надморској висини од 93 м.